# Удейкър
Удейкър (Woodacre) е населено място в окръг Марин, в района на залива на Сан Франциско, щата Калифорния, Съединените американски щати. Удейкър се намира на 8 мили (13 km) юг-югозапад от Новато и на 8 мили северозападно от Сан Рафаел.
Населението е 1348 при преброяването през 2010 г. Първата пощенска станция тук е открита през 1925 г.

## Известни личности
- Харолд Джоунс (роден през 1940 г.), американски традиционен поп и джаз барабанист, живее в Удейкър. [3]
- Джак Корнфийлд (роден през 1945 г.) основател на Център за медитация Spirit Rock в Удейкър през 1987 г.
- Гейдж Тейлър (1942–2000), художник, известен със своите вдъхновени от психеделия пейзажи, живял в Удейкър.
- Робин Уилямс (1951–2014), американски актьор, живял в Удейкър като тийнейджър.
- Уилям Уиндъм (1923–2012), американски актьор, пенсионира се в Удейкър и умира там през 2012 г. [4]
- Виктор Москосо (роден през 1936 г.), испанско-американски артист, известен предимно с психеделичните рок плакати, реклами и ъндърграунд комикси в Сан Франциско през 60-те и 70-те години на миналия век, живее в Удейкър.